# Xian de Liangcheng
Le xian de Liangcheng (凉城县 ; pinyin : Liángchéng Xiàn) est un district administratif de la région autonome de Mongolie-Intérieure en Chine. Il est placé sous la juridiction de la ville-préfecture d'Ulaan Chab.

## Démographie
La population du district était de 237 806 habitants en 1999.

## Personnalités liées
- Zhao Zhihong, tueur en série exécuté en 2019, est né dans le village de Yongxing, Xian de Liangcheng.